# DSA-574
La DSA-574 es una carretera perteneciente a la Red Secundaria de la Diputación Provincial de Salamanca que une la DSA-576 con la carretera DSA-573.
También pasa por la localidad de Bermellar.

## Recorrido
La carretera DSA-574 tiene su origen en Lumbrales en la intersección con la carretera DSA-576, y termina en Saldeana en la intersección con la carretera DSA-573 en mitad del Puerto del Resbala formando parte de la Red de carreteras de Salamanca.
| Lumbrales (Intersección con ) - Saldeana (Intersección con ) | Lumbrales (Intersección con ) - Saldeana (Intersección con ) | Lumbrales (Intersección con ) - Saldeana (Intersección con ) | Lumbrales (Intersección con ) - Saldeana (Intersección con ) | Lumbrales (Intersección con ) - Saldeana (Intersección con ) | Lumbrales (Intersección con ) - Saldeana (Intersección con ) | Lumbrales (Intersección con ) - Saldeana (Intersección con ) | Lumbrales (Intersección con ) - Saldeana (Intersección con ) | Lumbrales (Intersección con ) - Saldeana (Intersección con ) | Lumbrales (Intersección con ) - Saldeana (Intersección con ) | Lumbrales (Intersección con ) - Saldeana (Intersección con ) |
| Esquema                                                      | PK                                                           | Sentido Saldeana                                             | Sentido Saldeana                                             | Sentido Saldeana                                             | Sentido Saldeana                                             | Sentido Lumbrales                                            | Sentido Lumbrales                                            | Sentido Lumbrales                                            | Sentido Lumbrales                                            | Incidencias                                                  |
| Esquema                                                      | PK                                                           | Velocidad                                                    | Elemento                                                     | Salida                                                       | Salida                                                       | Salida                                                       | Salida                                                       | Elemento                                                     | Velocidad                                                    | Incidencias                                                  |
| Esquema                                                      | PK                                                           | Velocidad                                                    | Elemento                                                     | Dir.                                                         | Nombre                                                       | Nombre                                                       | Dir.                                                         | Elemento                                                     | Velocidad                                                    | Incidencias                                                  |
| ------------------------------------------------------------ | ------------------------------------------------------------ | ------------------------------------------------------------ | ------------------------------------------------------------ | ------------------------------------------------------------ | ------------------------------------------------------------ | ------------------------------------------------------------ | ------------------------------------------------------------ | ------------------------------------------------------------ | ------------------------------------------------------------ | ------------------------------------------------------------ |
|                                                              | 0,0                                                          |                                                              |                                                              | Puerto de la Molinera Saucelle Vilvestre Hinojosa de Duero   | Puerto de la Molinera Saucelle Vilvestre Hinojosa de Duero   | Puerto de la Molinera Saucelle Vilvestre Hinojosa de Duero   |                                                              |                                                              |                                                              |                                                              |
| La Fregeneda Vitigudino Ciudad Rodrigo                       | 0,0                                                          |                                                              |                                                              |                                                              |                                                              |                                                              |                                                              |                                                              |                                                              |                                                              |
|                                                              | 0,3                                                          |                                                              |                                                              | LUMBRALES                                                    | LUMBRALES                                                    | LUMBRALES                                                    | LUMBRALES                                                    |                                                              |                                                              |                                                              |
|                                                              | 1,0                                                          |                                                              |                                                              | B.I.C. Línea Férrea La Fuente de San Esteban-La Fregeneda    | B.I.C. Línea Férrea La Fuente de San Esteban-La Fregeneda    | B.I.C. Línea Férrea La Fuente de San Esteban-La Fregeneda    | B.I.C. Línea Férrea La Fuente de San Esteban-La Fregeneda    |                                                              |                                                              |                                                              |
|                                                              | 8,4                                                          |                                                              |                                                              | BERMELLAR                                                    | BERMELLAR                                                    | BERMELLAR                                                    | BERMELLAR                                                    |                                                              |                                                              |                                                              |
|                                                              | 9,3                                                          |                                                              |                                                              | BERMELLAR                                                    | BERMELLAR                                                    | BERMELLAR                                                    | BERMELLAR                                                    |                                                              |                                                              |                                                              |
|                                                              | 12,0                                                         |                                                              | 1 km                                                         | Puerto de montaña                                            | Puerto de montaña                                            | Puerto de montaña                                            | Puerto de montaña                                            | 1 km                                                         |                                                              |                                                              |
| 13,0                                                         |                                                              |                                                              | 1 km                                                         | Puerto de montaña                                            | Puerto de montaña                                            | Puerto de montaña                                            | Puerto de montaña                                            | 1 km                                                         |                                                              |                                                              |
|                                                              | 13,000                                                       |                                                              |                                                              |                                                              | Cerralbo Lumbrales                                           | Cerralbo Lumbrales                                           | Cerralbo Lumbrales                                           |                                                              |                                                              |                                                              |
|                                                              | 13,000                                                       | Saldeana Barruecopardo                                       |                                                              |                                                              |                                                              |                                                              |                                                              |                                                              |                                                              |                                                              |